# Muraltia orbicularis
Muraltia orbicularis är en jungfrulinsväxtart som beskrevs av Hutchinson. Muraltia orbicularis ingår i släktet Muraltia och familjen jungfrulinsväxter. Inga underarter finns listade i Catalogue of Life.